# Copa Sub-20 de la COSAFA 2025
La Copa Sub-20 de la COSAFA 2025 fue la 30ª edición del Campeonato Sub-20 de la  COSAFA. Se disputó entre el 4 al 13 de julio en Namibia.

## Participantes
| - Angola - Botsuana - Suazilandia - Malaui | - Zambia - Zimbabue - Sudáfrica - Namibia (Anfitrión) |

## Fase de grupos

### Grupo A
| Pos. | Equipo   | Pts. | PJ | G | E | P | GF | GC | Dif. | Clasificación                 |
| ---- | -------- | ---- | -- | - | - | - | -- | -- | ---- | ----------------------------- |
| 1    | Malaui   | 7    | 3  | 2 | 1 | 0 | 5  | 2  | +3   | Clasificado a las Semifinales |
| 2    | Angola   | 7    | 3  | 2 | 1 | 0 | 4  | 1  | +3   | Clasificado a las Semifinales |
| 3    | Namibia  | 3    | 3  | 1 | 0 | 2 | 3  | 5  | −2   |                               |
| 4    | Zimbabue | 0    | 3  | 0 | 0 | 3 | 3  | 7  | −4   |                               |

Actualizado a los partidos jugados el 9 de julio de 2025.
 Fuente: COSAFA
| Fecha                     | Lugar    |         |                    | Resultado |                     |          |
| ------------------------- | -------- | ------- | ------------------ | --------- | ------------------- | -------- |
| 4 de julio de 2025, 12:00 | Windhoek | Malaui  | Bandera de Malaui  | 2:1       | Bandera de Zimbabue | Zimbabue |
| 4 de julio de 2025, 15:00 | Windhoek | Namibia | Bandera de Namibia | 0:1       | Bandera de Angola   | Angola   |
| 6 de julio de 2025, 13:00 | Windhoek | Angola  | Bandera de Angola  | 1:1       | Bandera de Malaui   | Malaui   |
| 6 de julio de 2025, 16:00 | Windhoek | Namibia | Bandera de Namibia | 3:2       | Bandera de Zimbabue | Zimbabue |
| 8 de julio de 2025, 16:00 | Windhoek | Namibia | Bandera de Namibia | 0:2       | Bandera de Malaui   | Malaui   |
| 8 de julio de 2025, 16:00 | Windhoek | Angola  | Bandera de Angola  | 2:0       | Bandera de Zimbabue | Zimbabue |

### Grupo B
| Pos. | Equipo      | Pts. | PJ | G | E | P | GF | GC | Dif. | Clasificación                 |
| ---- | ----------- | ---- | -- | - | - | - | -- | -- | ---- | ----------------------------- |
| 1    | Sudáfrica   | 7    | 3  | 2 | 1 | 0 | 8  | 3  | +5   | Clasificado a las Semifinales |
| 2    | Zambia      | 7    | 3  | 2 | 1 | 0 | 7  | 3  | +4   | Clasificado a las Semifinales |
| 3    | Botsuana    | 3    | 3  | 1 | 0 | 2 | 3  | 5  | −2   |                               |
| 4    | Suazilandia | 0    | 3  | 0 | 0 | 3 | 1  | 8  | −7   |                               |

Actualizado a los partidos jugados el 9 de julio de 2025.
 Fuente: COSAFA
| Fecha                     | Lugar    |             |                        | Resultado |                        |             |
| ------------------------- | -------- | ----------- | ---------------------- | --------- | ---------------------- | ----------- |
| 5 de julio de 2025, 13:00 | Windhoek | Suazilandia | Bandera de Suazilandia | 1:3       | Bandera de Botsuana    | Botsuana    |
| 5 de julio de 2025, 16:00 | Windhoek | Sudáfrica   | Bandera de Sudáfrica   | 3:3       | Bandera de Zambia      | Zambia      |
| 7 de julio de 2025, 13:00 | Windhoek | Zambia      | Bandera de Zambia      | 3:0       | Bandera de Suazilandia | Suazilandia |
| 7 de julio de 2025, 16:00 | Windhoek | Sudáfrica   | Bandera de Sudáfrica   | 3:0       | Bandera de Botsuana    | Botsuana    |
| 9 de julio de 2025, 16:00 | Windhoek | Sudáfrica   | Bandera de Sudáfrica   | 2:0       | Bandera de Suazilandia | Suazilandia |
| 9 de julio de 2025, 16:00 | Windhoek | Zambia      | Bandera de Zambia      | 1:0       | Bandera de Botsuana    | Botsuana    |

## Fase final

### Semifinales
| 11 de julio de 2025, 13:00 | Sudáfrica                          | 2:0 (1:0) | Angola | UNAM Sport Stadium, Windhoek |                           |
|                            | - Clemente 30' (a.g.) - Mendes 64' | Reporte   |        | Árbitro(s): David Chinoko    | Árbitro(s): David Chinoko |

| 11 de julio de 2025, 16:00 | Malaui           | 2:1 (1:1) | Zambia        | UNAM Sport Stadium, Windhoek      |                                   |
|                            | - Mhango 3', 70' | Reporte   | - Sibeene 40' | Árbitro(s): Fillipus Nghilinganye | Árbitro(s): Fillipus Nghilinganye |

### Tercer puesto
| 12 de julio de 2025, 15:00 | Angola                                           | 1:1 (0:1) (4:5 p.)         | Zambia                                           | UNAM Sport Stadium, Windhoek |                              |
|                            | Barraba 89' (pen.)                               | Reporte                    | Daka 14'                                         | Árbitro(s): António Chivavel | Árbitro(s): António Chivavel |
|                            |                                                  | Tiros desde el punto penal |                                                  |                              |                              |
|                            | - Rosário - Marcelo - Barraba - Ivan - Papusseco |                            | - Daka - R. Banda - Simfukwe - Sibeene - Ndhlovu |                              |                              |

### Final
| 13 de julio de 2025, 14:00 | Sudáfrica                               | 3:0 (1:0) | Malaui | UNAM Sport Stadium, Windhoek |                          |
|                            | - Mzimela 5' - Mlondo 64' - Sekgoto 76' | Reporte   |        | Árbitro(s): Owen Manenda     | Árbitro(s): Owen Manenda |

## Goleadores
- Actualizo el 14 de octubre de 2024.

| Jugadora           | Selección | Goles |
| ------------------ | --------- | ----- |
| Mwisho Mhango      | Malaui    | 4     |
| Rashid Naobeb      | Namibia   | 2     |
| Steven Mendes      | Sudáfrica | 2     |
| Khayalethu Mzimela | Sudáfrica | 2     |
| Omphemetse Sekgoto | Sudáfrica | 2     |
| Billy Daka         | Zambia    | 2     |
| Gabriel Phiri      | Zambia    | 2     |

## Clasificación general
| Equipo | Equipo      | Pts | PJ | PG | PE | PP | GF | GC | Dif |
| ------ | ----------- | --- | -- | -- | -- | -- | -- | -- | --- |
| 1      | Sudáfrica   | 13  | 5  | 4  | 1  | 0  | 13 | 3  | +10 |
| 2      | Malaui      | 10  | 5  | 3  | 1  | 1  | 7  | 6  | +1  |
| 3      | Zambia      | 8   | 5  | 2  | 2  | 1  | 9  | 6  | +3  |
| 4      | Angola      | 8   | 5  | 2  | 2  | 1  | 5  | 4  | +1  |
| 5      | Namibia     | 3   | 3  | 1  | 0  | 2  | 3  | 5  | -2  |
| 5      | Botsuana    | 3   | 3  | 1  | 0  | 2  | 3  | 5  | -2  |
| 7      | Zimbabue    | 0   | 3  | 0  | 0  | 3  | 3  | 7  | -4  |
| 8      | Suazilandia | 0   | 3  | 0  | 0  | 3  | 1  | 8  | -7  |